# Stazione di Longford
La stazione di Longford è una stazione ferroviaria che fornisce servizio a Longford, contea di Longford, Irlanda. Attualmente la linea che vi passa è l'Intercity Dublino–Sligo. La stazione fu aperta l'8 novembre 1855. Longford dista 91 km da Sligo e 122 km da Dublino e il tempo impiegato da un treno per giungere nella capitale è di un'ora e tre quarti. Fuori dalla stazione ci sono fermati di molte linee di autobus della Éireann Expressway, oltre ai servizi Wharton per Cavan.

## Servizi ferroviari
- Intercity Dublino–Sligo

## Servizi
- Servizi igienici
- Capolinea autolinee